# Keskisaari (ö i Lappland, Tunturi-Lappi)
Keskisaari är en ö i Finland. Den ligger i Muonioälven och i kommunen Muonio i den ekonomiska regionen  Fjäll-Lappland  och landskapet Lappland, i den norra delen av landet, 900 km norr om huvudstaden Helsingfors. Öns area är 15,4 hektar och dess största längd är 1 kilometer i nord-sydlig riktning.